# Björkekullens naturreservat
Björkekullen är ett naturreservat i Svartrå socken i Falkenbergs kommun i Halland.
Detta reservat ingår i det större området kallat Åkulla bokskogar. Naturvårdsverket äger området, som har en yta på 52 hektar och är skyddat sedan 1990. Reservatet som ligger i Svartrå socken består av småskaligt odlingslandskap och naturskog.
Delar av naturreservatet består av sjön Björkasjö.